# Karl Friedrich von Gärtner
Karl Friedrich von Gärtner (Göppingen, 1 de mayo de 1772 - Calw, 1 de septiembre de 1850), conocido también como Carl Friedrich y como Gaertner, fue un médico y botánico alemán.

## Biografía
Hijo de Joseph Gaertner (1732-1791), botánico, director de Jardín botánico de San Petersburgo. Estudió medicina en Jena, Gotinga y Tübingen.
Gärtner abre un gabinete de medicina general en Calw en el 1796. En 1800, cierra su gabinete y decide consagrarse a la botánica.
En 1802, viaja a Inglaterra y a los Países Bajos. A partir de 1824, estudia la hibridación de los vegetales.
En 1826, se convierte en miembro de la Deutsche Akademie der Naturforscher Leopoldina.
Disgustado con los suplementos botánicos que se publicaban a la obra fundamental de su padre De fructibus et seminibus plantarum, escribió sus propios suplementos.

## Obras
- Supplementum carpologicae, seu continuati operis Josephi Gaertner de fructibus et seminibus plantarum voluminis tertii. (Leipzig, 1805-1807).
- Beiträge zur Kenntnis der Befruchtung. Teil 1 (Stuttgart, 1844).
- Versuche und Beobachtungen über die Bastarderzeugung im Pflanzenreiche (en alemán). Stuttgart. 1849.

## Fuente
- Traducción del artículo de lengua alemana de Wikipedia.
- La abreviatura «C.F.Gaertn.» se emplea para indicar a Karl Friedrich von Gärtner como autoridad en la descripción y clasificación científica de los vegetales.[1]